# Volusia County
Volusia County je okres na východě Floridy ve Spojených státech amerických. Západní hranici okresu tvoří řeka St. Johns a na východě Atlantský oceán. Okres vznikl dne 29. prosince 1854 oddělením od Orange County a pojmenován byl podle tehdy největšího města na jeho území – Volusia. V době jeho vzniku žilo v okresu přibližně 600 lidí. Podle sčítání lidu v roce 2010 žilo na území okresu 494 593 obyvatel, což znamenalo nárůst o 11,6 % oproti předchozímu sčítání o deset let dříve. Správním městem okresu je DeLand, nejlidnatějším pak Deltona.